# Ekodrogerie
Ekologická drogerie, neboli ekodrogerie, označuje skupinu výrobků určených k čištění, praní, mytí, které neobsahují suroviny z ropy, fosfáty, optické zjasňovače, syntetické vonné látky, konzervanty a barviva, geneticky modifikované enzymy, petrochemická činidla nebo bělící aktivátory. Místo nich jsou ze surovin jako panenské olivové oleje, řepkové oleje, kokosové oleje, bambucké másla, éterické oleje. Obsahují tenzidy derivované z rostlinných olejů či cukrů, rostlinné alkoholy a škroby, někdy i bylinné extrakty či přírodní vůně. Ekologické drogistické výrobky by měly být kompletně biodegradabilní (rozložitelné), mít tedy minimální dopad na vodní systém, a také nealergenní Ekologické prací prostředky neobsahují petrochemické tenzidy, zjasňovače nebo ingredience s obsahem chloru. 
U některých výrobců ekodrogerie pochází určité procento surovin z kontrolovaného ekologického nebo bio-dynamického zemědělství a také nejsou testovány na zvířatech. Mezi důležité vlastnosti ekologické drogerie také patří to, že je bezpečná pro domácí biologické čističky odpadních vod. Moderní ekodrogerie se vyznačuje tím, že forma i způsob používáni je zcela shodná s konvenční drogerii a je tedy vhodná pro širokou skupinu uživatelů.